# 더 뱅커
《더 뱅커》는 2019년 3월 27일부터 2019년 5월 16일까지 방영된 문화방송 수목 미니시리즈이다.

## 줄거리
대한은행 대기발령 1순위 지점장 노대호가 뜻밖에 본점의 감사로 승진해 '능력치 만렙' 감사실 요원들과 함께 무한 경쟁 사회로 인한 한탕주의 세태를 강도 높게 비판하여 부정부패가 만연한 사건들을 일목요연하게 파해치는 금융 오피스 수사극을 그린 비즈니스 드라마.

## 등장 인물

### 주요 인물
- 김상중 : 노대호 역 - 52세. 대한은행 감사. 대한은행 사격단 출신
- 채시라 : 한수지 역 - 47세. 대한은행 본부장. 여상 출신
- 유동근 : 강삼도 역 - 66세. 대한은행 행장. 평사원 출신 은행장
- 김태우 : 이해곤 역 - 53세. 대한은행 부행장. 은행가 집안 출신

### 대한은행 감사실
- 안우연 : 서보걸 역 - 30세. 3년차 행원
- 신도현 : 장미호 역 - 28세. 감사실 비서
- 차인하 : 문홍주 역 - 30세. 전산부 → 감사실 행원
- 김규철 : 박광수 역 - 60세. 임원 전용차 운전기사
- 김병춘 : 한민구 역 - 60대 후반. 비상임 감사
- 이윤상 : 조영식 역 - 60대 후반. 비상임 감사

### 대한은행 사람들
- 안내상 : 육관식 역 - 60대 초반. 부행장
- 서이숙 : 도정자 역 - 50대 후반. 전무. 행장파 임원
- 주석태 : 임창재 역 - 40대. 심사부장
- 오용 : 민형기 역 - 40대. 영업1부장. 육관식의 대학 후배
- 정경호 : 변성태 역 - 40대. 홍보부장. 도정자 라인
- 정형석 : 성치욱 역 - 40대. 검사부장. 육관식 라인
- 임승대 : 김영호 역 - 40대. 인사부장

### 강삼도의 주변 인물
- 김영필 : 김 실장 역 - 40대. 강삼도의 수행비서
- 조원희 - 송기열 실장 역: 강삼도의 비서. 김 실장 이전에 강삼도의 궂은 일을 해결해주던 역할. 대한자산은행 사장을 지내다 다시 비서실장으로 복귀
- 고인범 : 정수찬 역 - 60대. 강삼도의 대학 동기. 현재 국회 기재위 소속 재선 의원
- 김병기 : 최종수 역 - 70대 중반. 강삼도의 스승. 과거 재경부 공무원. 현재 대학 석좌교수
- 남명렬 : 박진호 역 - 60대 초반. 교수. 강행장과 정의원의 대학 후배. 금융감독원 원장

### 주변 인물
- 박정학 : 배동석 역 - 50대. 서민경제정책연구소의 실질적 보스
- 류성현 : 박정배 역 - 40대. 서민에이전시 사장
- 박서연 : 노한솔 역 (아역 김지유) - 18세. 노대호의 딸. 특목고 재학중
- 김지성 : 강혜령 역 - 대호의 전처

### 그 외 인물
- 신동력 : 장영우 기자 역
- 유필란
- 조영규
- 우상전
- 이승호
- 김호영
- 김정수
- 변우종 : 수찬 수행요원 역
- 윤기창
- 이선영
- 신동훈
- 김아람
- 문학진
- 정애화
- 박주원
- 정명준
- 유금
- 조현건
- 남상백
- 명석근
- 권혁수
- 박성범
- 김사훈
- 염지혜
- 유하복
- 이상화
- 유승일
- 박옥출
- 박종보
- 정미혜
- 박진수
- 최성웅
- 미석
- 황인준
- 한태일
- 진현광
- 강찬양
- 임욱진
- 이진권
- 문용일
- 신동력
- 김노진 : 박보람 역 - 대한은행 신입사원 응시자. 박광수의 딸
- 한아름
- 임성표
- 윤복성
- 이무녕
- 김광인
- 김태랑
- 전진기
- 박건락
- 송영재
- 권홍석
- 유경훈
- 안성건
- 차도진 : 조영경 역 - 해산그룹 조회장의 아들, 현아의 오빠
- 재이 : 조현아 역 - 해산그룹 조회장의 막내딸, 영경의 동생
- 김혜원 : 더 베스트 역
- 전정일 : 부지점장 역

### 특별출연
- 최양락 : 이봉원 역 - 대한은행 공주지점 부지점장
- 박충선 : 김정식 역 - 대한은행 서울 녹영지점 과장
- 이미영 : 서보걸 엄마 역
- 오승은 : 진선미 역 - 대한은행 공주지점 과장
- 김기천 : 나대호 역 - 해산그룹 총무부장
- 장광 : 조장광 역 - 해산그룹 회장, 영경과 현아의 아버지
- 최배영 - 신소영 역 : 대한은행 신입사원 채용비리 면접자
- 손정은 - 신지호 역 : 금융감독원 팀장

## 촬영지
- 공주산성시장
- 중앙갈비
- 공산성
- 하나금융투자빌딩 - 대한은행 본점

## 시청률
최저 시청률과 최고 시청률은 시청률 조사회사와 지역별로 시청률에 차이가 있을 수 있습니다.
| 2019년      | 2019년      | 2019년         | 2019년         | 2019년       |
| 회차        | 방송일      | TNmS 시청률    | AGB 시청률     | AGB 시청률   |
| 회차        | 방송일      | 대한민국(전국) | 대한민국(전국) | 서울(수도권) |
| ----------- | ----------- | -------------- | -------------- | ------------ |
| 제1회       | 3월 27일    | 3.7%           | 4.6%           | 5.2%         |
| 제2회       | 3월 27일    | 4.0%           | 4.5%           | 5.2%         |
| 제3회       | 3월 28일    | 3.3%           | 2.5%           | -            |
| 제4회       | 3월 28일    | 3.5%           | 3.3%           | -            |
| 제5회       | 4월 3일     | 4.4%           | 4.1%           | 4.5%         |
| 제6회       | 4월 3일     | 5.2%           | 4.9%           | 4.9%         |
| 제7회       | 4월 4일     | -              | 3.9%           | 4.1%         |
| 제8회       | 4월 4일     | -              | 4.6%           | 4.7%         |
| 제9회       | 4월 10일    | 3.8%           | 3.6%           | 3.7%         |
| 제10회      | 4월 10일    | 4.8%           | 4.5%           | 4.5%         |
| 제11회      | 4월 11일    | -              | 4.4%           | 4.5%         |
| 제12회      | 4월 11일    | -              | 5.2%           | 5.7%         |
| 제13회      | 4월 17일    | 3.4%           | 3.8%           | 4.3%         |
| 제14회      | 4월 17일    | 3.7%           | 4.1%           | 4.8%         |
| 제15회      | 4월 18일    | -              | 2.6%           | -            |
| 제16회      | 4월 18일    | -              | 3.0%           | -            |
| 제17회      | 4월 24일    | -              | 3.4%           | 3.5%         |
| 제18회      | 4월 24일    | -              | 4.0%           | 4.0%         |
| 제19회      | 4월 25일    | -              | 3.0%           | -            |
| 제20회      | 4월 25일    | -              | 3.6%           | -            |
| 제21회      | 5월 1일     | -              | 3.4%           | 3.7%         |
| 제22회      | 5월 1일     | -              | 4.2%           | 4.6%         |
| 제23회      | 5월 2일     | -              | 4.1%           | 4.4%         |
| 제24회      | 5월 2일     | -              | 4.7%           | 4.8%         |
| 제25회      | 5월 8일     | -              | 3.7%           | 3.8%         |
| 제26회      | 5월 8일     | -              | 4.6%           | 4.7%         |
| 제27회      | 5월 9일     | -              | 3.6%           | -            |
| 제28회      | 5월 9일     | -              | 4.6%           | -            |
| 제29회      | 5월 15일    | %              | 3.6%           | %            |
| 제30회      | 5월 15일    | %              | 4.3%           | %            |
| 제31회      | 5월 16일    | %              | 5.4%           | 5.4%         |
| 제32회      | 5월 16일    | %              | 7.0%           | 6.8%         |
| 평균 시청률 | 평균 시청률 | %              | %              | %            |

## 동시간대 드라마
- KBS 수목드라마

《닥터 프리즈너》 (2019년 3월 20일 ~ 2019년 5월 15일)
- SBS 수목드라마

《빅이슈》 (2019년 3월 6일 ~ 2019년 5월 2일)
《절대 그이》 (2019년 5월 15일 ~ )

## 같이 보기
- 대한민국의 텔레비전 드라마 목록 (ㄷ)
- 2019년 대한민국의 텔레비전 드라마 목록